# Салмонова, Лида
Лида Салмонова (чеш. Lyda Salmonova, 14 июля 1889, Прага — 7 ноября 1968) — чешская актриса театра и кино. Была женой немецкого кинорежиссера Пауля Вегенера и снялась с ним в ряде фильмов, самые известные среди которых из серии про Голема.

## Избранная фильмография
- 1913 — Пражский студент / Der Student von Prag — Лидушка
- 1915 — Голем / Der Golem — Джессика
- 1916 — Йог / Der Yoghi
- 1917 — Голем и танцовщица / Der Golem und die Tänzerin — Хельга
- 1918 — Чужой князь / Der fremde Fürst
- 1920 — Голем, как он пришел в мир / Der Golem, wie er in die Welt kam
- 1920 — Танцовщица Барберина / Die Tänzerin Barberina — заглавная роль
- 1921 — Заблудшие души / Irrende Seelen — Аглая Епанчина
- 1922 — Монна Ванна / Monna Vanna
- 1922 — Конец герцога Ферранте / Herzog Ferrantes Ende — Беатриче
- 1922 — Лукреция Борджиа / Lucrezia Borgia
- 1922 — Жена фараона / Das Weib des Pharao — Македа, дочь эфиопского царя